# Lydia Becker
Pour les articles homonymes, voir Becker.
Lydia Ernestine Becker, née le 24 février 1827 à Manchester, et morte en juillet 1890 à  Genève le 18 juillet et enterrement le 21 juillet au cimetière de Saint-Georges de cette ville selon l'Oxford Dictionary of National Biography ; décès le 21 juillet 1890 sur la notice de ses archives conservées à la Women's Library et selon Elizabeth Crawford, est une féministe britannique qui a pris une part active dans le mouvement suffragiste anglais du XIXe siècle. Elle est aussi une scientifique, particulièrement intéressée par la biologie et l'astronomie.

## Biographie
Son père dirige une entreprise de chimie. Son grand-père paternel, d'origine allemande, aux idées politiques libérales, s'est installé à Manchester, en Angleterre, pour y installer son entreprise. Lydia Becker est brièvement pensionnaire dans une école à Everton, mais reçoit l'essentiel de son éducation à domicile. Elle séjourne dans sa famille allemande en 1844-1845. 

### Activité scientifique
Son intérêt pour la botanique et l'astronomie lui permettent d'obtenir, en 1862, la médaille d'or de la Société d'horticulture de Kensington-sud. Elle correspond avec le scientifique Charles Darwin, fait une communication à la British Association for the Advancement of Science en 1868, donne des conférences dans des écoles secondaires pour filles. Elle publie en 1864 un ouvrage de botanique Botany for Novices et écrit un traité d'astronomie. En 1865, elle crée à Manchester une société savante destinée aux femmes, où elle propose des cours gratuits, mais son initiative rencontre un faible succès. En tant que scientifique, elle dément l'existence d'une différence biologique d'intelligence entre femmes et hommes, et elle s'engage en faveur d'un enseignement mixte dans les écoles. Ses intérêts subséquents sont de façon privilégiée tournés vers les luttes féministes, cependant, elle maintient une activité scientifique, assistant souvent aux congrès annuels de la British Association.

### Engagements en faveur des droits des femmes

#### Engagements en faveur du vote des femmes
Son intérêt pour les revendications de droit de vote pour les femmes est éveillé par la pétition présentée par John Stuart Mill devant le parlement, en juin 1866, et par une communication présentée par Barbara Bodichon à une réunion de l'Association de sciences sociales à Manchester, en octobre 1866. Elle milite au sein de la Manchester National Society for Women's Suffrage, dont elle devient secrétaire, et revendique le droit de vote pour les femmes qui paient des impôts. La revendication n'aboutit pas, mais l'élan est donné et aboutit à la création de la National Society for Women's Suffrage, que Becker a contribué à fonder en 1867. Le soutien de deux députés britanniques, John Bright et John Hibbert, permet la promulgation du Municipal Franchise Act de 1869, qui assure le droit de vote aux élections locales aux femmes chefs de famille. 

#### Engagements en faveur des droits des femmes
Elle milite également pour l'amélioration des conditions de travail des femmes dans l'industrie, et en faveur de syndicats réservés aux femmes. Elle est trésorière de deux associations, l'une pour la défense des droits personnels et l'autre, le comité de Manchester pour la défense du droit de propriété des femmes mariées, deux associations dont les membres demandent aussi bien le droit de vote que le droit à l'enseignement supérieur pour les femmes. L'adoption du Married Women's Property Act (1870) ne répond que partiellement aux revendications féministes : le droit de propriété des femmes mariées est reconnu par la loi, sans pour autant étendre leurs droits et leur liberté dans leur couple. En 1874, en désaccord avec la ligne intransigeante soutenue par le Married Women's Property Committee, et souhaitant pour sa part dissocier les questions liées aux droits des femmes mariées des revendications de droit de vote, plus importantes selon elle, elle est mise en minorité et démissionne de l'association dont elle était trésorière depuis six ans.

#### Création du premier journal national en faveur du droit de vote des femmes
En 1870, elle fonde le Women's Suffrage Journal, premier journal à tirage national couvrant le combat pour l'obtention du droit de vote des femmes.

#### Présidente de laNational Union of Women's Suffrage Societies
Son dernier poste à responsabilité est celui de présidente de la National Union of Women's Suffrage Societies (NUWSS) qu'elle occupe de 1887 jusqu'à sa mort en 1890.

## Hommages
- Son nom figure sur la statue (en) de Millicent Fawcett à Parliament Square à Londres[9].
- En octobre 2019, la voie CV/18, située dans le nouveau quartier Chapelle international (du 18e arrondissement de Paris) prend le nom d'allée Lydia-Becker[10].

## Publications
- Botany for Novices: A Short Outline of the Natural System of Classification of Plants, 1864, 77 p. (ASIN B011L2UGMW), 2013
- Female Suffrage, The Contemporary Review, 1867
- Is there any Specific Distinction between Male and Female Intellect?, Englishwoman's Review of Social and Industrial Questions, 1868
- On the Study of Science by Women, The Contemporary Review, 1869
- The Political Disabilities of Women, The Westminster Review, 1872
- The Rights and Duties of Women in Local Government, 1874